# Deadline World Tour
Deadline World Tour là chuyến lưu diễn vòng quanh thế giới thứ ba của nhóm nhạc nữ Hàn Quốc Blackpink. Chuyến lưu diễn bắt đầu vào ngày 5 tháng 7 năm 2025 tại Sân vận động Goyang ở Hàn Quốc và dự kiến kết thúc vào ngày 25 tháng 1 năm 2026 tại Sân vận động Kai Tak ở Hồng Kông.

## Bối cảnh và phát triển
Vào ngày 5 tháng 2 năm 2025, Blackpink thông báo chuyến lưu diễn sắp tới của họ thông qua các tài khoản mạng xã hội của họ. Vào thời điểm đó, thông tin chi tiết được cung cấp rất hạn chế, với việc nhóm chỉ phát hành một video giới thiệu ngắn. Đoạn clip có cảnh người hâm mộ cổ vũ tại các địa điểm lớn, bốn thành viên biểu diễn trên sân khấu và kết thúc bằng thông điệp "2025 World Tour" bằng chữ màu hồng trên nền đen. Hai tuần sau vào ngày 19 tháng 2, YG Entertainment đã công bố một tấm áp phích cho chuyến lưu diễn sân vận động 10 thành phố với 13 ngày, với các buổi biểu diễn trên khắp Đông Á, Bắc Mỹ và Châu Âu.
Vào ngày 16 tháng 5, Blackpink công bố Deadline World Tour là tên chính thức của chuyến lưu diễn.
Vào ngày 27 tháng 5 năm 2025, YG Entertainment thông báo về chuyến lưu diễn châu Á của Blackpink.

## Hiệu suất thương mại
Vé cho các buổi hòa nhạc ở Châu Âu và Bắc Mỹ đã được bán vào ngày 27 tháng 2. Do nhu cầu cao, cả hai buổi biểu diễn tại Sân vận động Wembley ở London và Stade de France ở Paris đã được bán hết trong vòng chưa đầy một giờ, khiến Blackpink trở thành nghệ sĩ K-pop nhanh nhất bán hết vé tại các địa điểm này. Hai buổi biểu diễn bổ sung đã được thêm vào, một cho mỗi địa điểm.
Hai buổi biểu diễn bổ sung cũng đã được công bố tại Citi Field ở Thành phố New York, Sân vận động Rogers ở Toronto và Sân vận động SoFi ở Los Angeles do các buổi biểu diễn ở Bắc Mỹ đã bán hết vé.

## Ngày lưu diễn
| Ngày (2025)      | Thành phố     | Quốc gia    | Địa điểm                            | Khán giả | Doanh thu |
| Châu Á           | Châu Á        | Châu Á      | Châu Á                              | Châu Á   | Châu Á    |
| ---------------- | ------------- | ----------- | ----------------------------------- | -------- | --------- |
| Ngày 5 tháng 7   | Goyang        | Hàn Quốc    | Sân vận động Goyang                 | 78,000   | —         |
| Ngày 6 tháng 7   | Goyang        | Hàn Quốc    | Sân vận động Goyang                 | 78,000   | —         |
| Bắc Mỹ           |               |             |                                     |          |           |
| Ngày 12 tháng 7  | Los Angeles   | Hoa Kỳ      | Sân vận động SoFi                   | 100,579  | —         |
| Ngày 13 tháng 7  | Los Angeles   | Hoa Kỳ      | Sân vận động SoFi                   | 100,579  | —         |
| Ngày 18 tháng 7  | Chicago       | Hoa Kỳ      | Soldier Field                       | 50,976   | —         |
| Ngày 22 tháng 7  | Toronto       | Canada      | Sân vận động Rogers                 | 110,989  | —         |
| Ngày 23 tháng 7  | Toronto       | Canada      | Sân vận động Rogers                 | 110,989  | —         |
| Ngày 26 tháng 7  | New York City | Hoa Kỳ      | Citi Field                          | 110,365  | —         |
| Ngày 27 tháng 7  | New York City | Hoa Kỳ      | Citi Field                          | 110,365  | —         |
| Châu Âu          |               |             |                                     |          |           |
| Ngày 2 tháng 8   | Paris         | Pháp        | Stade de France                     | —        | —         |
| Ngày 3 tháng 8   | Paris         | Pháp        | Stade de France                     | —        | —         |
| Ngày 6 tháng 8   | Milan         | Ý           | Ippodromo La Maura                  | —        | —         |
| Ngày 9 tháng 8   | Barcelona     | Tây ban nha | Sân vận động Olympic Lluís Companys | —        | —         |
| Ngày 15 tháng 8  | Luân Đôn      | Anh         | Sân vận động Wembley                | —        | —         |
| Ngày 16 tháng 8  | Luân Đôn      | Anh         | Sân vận động Wembley                | —        | —         |
| Châu Á           |               |             |                                     |          |           |
| Ngày 18 tháng 10 | Cao Hùng      | Đài Loan    | Sân vận động quốc gia Cao Hùng      | —        | —         |
| Ngày 19 tháng 10 | Cao Hùng      | Đài Loan    | Sân vận động quốc gia Cao Hùng      | —        | —         |
| Ngày 24 tháng 10 | Băng Cốc      | Thái Lan    | Sân vận động Quốc gia Rajamangala   | —        | —         |
| Ngày 25 tháng 10 | Băng Cốc      | Thái Lan    | Sân vận động Quốc gia Rajamangala   | —        | —         |
| Ngày 26 tháng 10 | Băng Cốc      | Thái Lan    | Sân vận động Quốc gia Rajamangala   | —        | —         |
| Ngày 1 tháng 11  | Jakarta       | Indonesia   | Sân vận động Gelora Bung Karno      | —        | —         |
| Ngày 2 tháng 11  | Jakarta       | Indonesia   | Sân vận động Gelora Bung Karno      | —        | —         |
| Ngày 22 tháng 11 | Bulacan       | Philippines | Philippine Arena                    | —        | —         |
| Ngày 23 tháng 11 | Bulacan       | Philippines | Philippine Arena                    | —        | —         |
| Ngày 29 tháng 11 | Singapore     | Singapore   | Sân vận động Quốc gia Singapore     | —        | —         |
| Ngày 30 tháng 11 | Singapore     | Singapore   | Sân vận động Quốc gia Singapore     | —        | —         |

| Ngày (2026)     | Thành phố | Quốc gia   | Địa điểm             | Khán giả | Doanh thu |
| Châu Á          | Châu Á    | Châu Á     | Châu Á               | Châu Á   | Châu Á    |
| --------------- | --------- | ---------- | -------------------- | -------- | --------- |
| Ngày 16 tháng 1 | Tokyo     | Nhật Bản   | Tokyo Dome           | —        | —         |
| Ngày 17 tháng 1 | Tokyo     | Nhật Bản   | Tokyo Dome           | —        | —         |
| Ngày 18 tháng 1 | Tokyo     | Nhật Bản   | Tokyo Dome           | —        | —         |
| Ngày 24 tháng 1 | Hồng Kông | Trung Quốc | Sân vận động Kai Tak | —        | —         |
| Ngày 25 tháng 1 | Hồng Kông | Trung Quốc | Sân vận động Kai Tak | —        | —         |
| Tổng cộng       |           |            |                      |          |           |